# Richard von der Hardt
Richard von der Hardt (d. 1714) var en tyskfödd bibliograf, verksam som bokauktionator i Stockholm omkring 1702 till omkring 1711, från 1705 även i Uppsala.
Hardt utgav en bibliografi över stockholmska författare, Holmia literata (1701, ny upplaga 1707) samt efterlämnade samlingar rörande Livlands historia.